# Kenneth Welsh
Kenneth Welsh (Edmonton, 30 de marzo de 1942 - 5 de mayo de 2022) fue un actor de cine y televisión canadiense-estadounidense (algunas veces acreditado como Ken Welsh). Es conocido por los fanes de Twin Peaks como el villano multifacético Windom Earle, e interpretó al padre de Katharine Hepburn (Cate Blanchett) en El aviador, de Martin Scorsese. Residía a las afueras de Toronto.

## Vida y carrera
Nació en Edmonton, Alberta, su padre trabajó en el Canadian National Railway. Se crio en Alberta y estudió drama en el colegio. Más tarde se mudó a Montreal y acudió al National Theatre School. Después de graduarse, audicionó para el Stratford Festival en Ontario y después pasó sus primeros siete años de carrera sobre el escenario. 
Interpretó a figuras históricas como Thomas E. Dewey, Colin Thatcher, Harry S. Truman (dos veces), Thomas Alva Edison, James "Scotty" Reston, el General Harry Crerar y James Baker. Apareció como invitado en las aclamadas series de televisión Rumbo al Sur y Slings and Arrows. 
En 1984, fue nominado para un Genie Award como Mejor Actor por su interpretación de Reno Colt en la película Reno and the Doc, escrita y dirigida por Charles Dennis. En 1997, Welsh dirigió la obra de Dennis SoHo Duo en el West Bank Theatre en la Ciudad de Nueva York. En 2003, fue nombrado miembro de la Orden de Canadá. 
Su papel como el vicepresidente de los Estados Unidos en la película sobre desastres medioambientales de 2004, The Day After Tomorrow, causó controversia debido a su parecido físico con Dick Cheney, que en ese momento era el vicepresidente real. El director Roland Emmerich más tarde confirmó que él le eligió deliberadamente por esa razón. Emmerich declaró que su personaje del vicepresidente en la película no tenía el propósito de una crítica por las políticas medioambientales de la Presidencia de George W. Bush.
Su hijo Devon, es el cantante del grupo musical Majical Cloudz.

## Filmografía
| Año  | Película                                                                                        | Personaje                                | Observaciones             |
| ---- | ----------------------------------------------------------------------------------------------- | ---------------------------------------- | ------------------------- |
| 1965 | The Overfamiliar Subordinate                                                                    |                                          |                           |
| 1980 | F.D.R.: The Last Year (TV)                                                                      | Thomas E. Dewey                          |                           |
| 1980 | Phobia                                                                                          | Sgt Wheeler                              |                           |
| 1983 | Hot Money                                                                                       | Parker                                   |                           |
| 1983 | Empire, Inc. (miniserie de televisión)                                                          | Sir James Munroe                         |                           |
| 1983 | Tell Me That You Love Me                                                                        | David                                    |                           |
| 1983 | Of Unknown Origin                                                                               | James Hall                               |                           |
| 1984 | Reno and the Doc (TV)                                                                           | Reno                                     |                           |
| 1984 | Covergirl                                                                                       | Harrison                                 |                           |
| 1984 | Falling in Love                                                                                 | Doctor                                   |                           |
| 1985 | The War Boy                                                                                     | Stephan Berecky                          |                           |
| 1985 | The Cuckoo Bird (TV)                                                                            | Harry                                    |                           |
| 1985 | The Ray Bradbury Theater (T1 E1: Marionettes, Inc.)                                             | Crane                                    |                           |
| 1985 | Love & Larceny (TV)                                                                             |                                          |                           |
| 1986 | Lost!                                                                                           | Jim                                      |                           |
| 1986 | Murder Sees the Light (TV)                                                                      | El evangelista                           |                           |
| 1987 | And Then You Die                                                                                |                                          |                           |
| 1987 | Loyalties                                                                                       | David Sutton                             |                           |
| 1987 | Días de radio                                                                                   | Voz en la radio                          | Solo voz                  |
| 1988 | The Murder of Mary Phagan (TV)                                                                  | Luther Rosser                            |                           |
| 1988 | The House on Carroll Street                                                                     | Hackett                                  |                           |
| 1988 | Crocodilo Dundee II                                                                             | Brannigan                                |                           |
| 1988 | Liberace: Behind the Music                                                                      |                                          |                           |
| 1988 | The Twilight Zone (Episodio "Acts of Terror")                                                   | Jack Simonson                            |                           |
| 1988 | Otra mujer                                                                                      | Donald                                   |                           |
| 1989 | The January Man                                                                                 | Roger Culver                             | Acreditado como Ken Welsh |
| 1989 | Love and Hate: The Story of Colin and Joanne Thatcher (TV)                                      | Colin Thatcher                           |                           |
| 1989 | Physical Evidence                                                                               | Harry Norton                             |                           |
| 1989 | Dick Francis: Blood Sport                                                                       | Harry Teller                             |                           |
| 1990 | The Ray Bradbury Theater (Cuarta temporada, episodio 7: "And the Moon Be Still as Bright") (TV) | Capitán Wilder                           |                           |
| 1990 | The Widowmaker (TV)                                                                             | Atkinson                                 |                           |
| 1990 | Twin Peaks (TV)                                                                                 | Windom Earle                             |                           |
| 1990 | Murder Times Seven (TV)                                                                         | Nick Ruggieri                            |                           |
| 1992 | Eli's Lesson                                                                                    | Tío Yakub                                |                           |
| 1992 | Dead Ahead: The Exxon Valdez Disaster (TV)                                                      | Sam Skinner                              |                           |
| 1992 | The Good Fight (TV)                                                                             | Dick Chandler                            |                           |
| 1993 | Woman on the Run: The Lawrencia Bembenek Story (TV)                                             | Don Eisenberg                            |                           |
| 1993 | Shattered Trust: The Shari Karney Story (TV)                                                    | Juez Norton                              |                           |
| 1994 | Boozecan                                                                                        | Tim                                      |                           |
| 1994 | Death Wish 5                                                                                    | Teniente Mickey King                     |                           |
| 1994 | Kung Fu: The Legend Continues: episodio "Temple" (TV)                                           | Vance Cavanaugh                          |                           |
| 1994 | And Then There was One                                                                          | David Burns                              |                           |
| 1994 | Timecop                                                                                         | Senador Utley                            |                           |
| 1994 | Leyendas de pasión                                                                              | Sheriff Tynert                           |                           |
| 1995 | Hiroshima (TV)                                                                                  | Presidente Harry S. Truman               |                           |
| 1995 | Kissinger and Nixon (TV)                                                                        | James 'Scotty' Reston                    |                           |
| 1995 | The X Files - episodio "Revelations" (TV)                                                       | Simon Gates                              |                           |
| 1996 | Portraits of a Killer                                                                           | Jim Miller                               |                           |
| 1997 | Habitat                                                                                         | Entrador Marlowe                         |                           |
| 1997 | The Wrong Guy                                                                                   | Sr. Nagel                                |                           |
| 1997 | Edison: The Wizard of Light (TV)                                                                | Thomas Edison                            |                           |
| 1997 | Absolute Power                                                                                  | Sandy Lord                               |                           |
| 1998 | Law & Order - episodio "Disappeared" (TV)                                                       | Ben O'Dell                               |                           |
| 1998 | Thunder Point (TV)                                                                              | Armstrong                                |                           |
| 1998 | Thanks of a Grateful Nation (TV)                                                                | Senador Shelby                           |                           |
| 1999 | External Affairs                                                                                | Michael Riordan                          |                           |
| 2000 | Who Killed Atlanta's Children? (TV)                                                             | William Kunstler                         |                           |
| 2000 | Love Come Down                                                                                  | Ira Rosen                                |                           |
| 2000 | El perro de los Baskervilles (TV)                                                               | Dr. Watson                               |                           |
| 2000 | Witchblade (TV)                                                                                 | Joe Siri                                 |                           |
| 2001 | The Royal Scandal (TV)                                                                          | Dr. Watson                               |                           |
| 2001 | The Sign of Four (TV)                                                                           | Dr. Watson                               |                           |
| 2001 | Haven (TV)                                                                                      | Harry Truman                             |                           |
| 2001 | Focus                                                                                           | Padre Crighton                           |                           |
| 2001 | The Day Reagan Was Shot (TV)                                                                    | James Baker                              |                           |
| 2002 | The Case of the Whitechapel Vampire (TV)                                                        | Dr. Watson                               |                           |
| 2003 | Ice Bound: A Woman's Survival at the South Pole (TV)                                            | Dr. Ben Murdoch                          |                           |
| 2003 | Eloise at the Plaza (TV)                                                                        | Sir Wilkes                               |                           |
| 2003 | The Pentagon Papers (TV)                                                                        | John McNaughon                           |                           |
| 2003 | Eloise at Christmastime                                                                         | Sir Wilkes                               |                           |
| 2004 | Miracle                                                                                         | George Nagobads                          |                           |
| 2004 | The Wild Guys                                                                                   | Andy                                     |                           |
| 2004 | The Day After Tomorrow                                                                          | Vicepresidente/Presidente Raymond Becker |                           |
| 2004 | H₂O (TV)                                                                                        | Randall Spear                            |                           |
| 2004 | The Aviator                                                                                     | Dr. Hepburn                              |                           |
| 2009 | Survival of the Dead                                                                            | Patrick O'Flynn                          |                           |

- Bailey's Billion' (2005) como Mouse Delaney
- This Is Wonderland
  - Episodio #2.3 (2005) Episodio de televisión
- Tilt
  - The Aftermath (2005 Episodio de televisión) como Seymour Henderson
  - The Whale (2005 Episodio de televisión) como Seymour Henderson
  - Risk Tolerance (2005 Episodio de televisión como Seymour Annisman
  - The Game (2005 Episodio de televisión) como Seymour Henderson
- Our Fathers (2005) (TV) como Bishop Murphy
- Cuatro hermanos (2005) como Robert Bradford
- El exorcismo de Emily Rose (2005) (como Ken Welsh) como Dr. Mueller
- The Fog (2005) como Tom Malone
- Regénesis
  - Spare Parts (2004 Episodio de televisión) como Dr. Shelby Sloane
  - Baby Bomb (2004 Episodio de televisión) como Dr. Shelby Sloane
  - The Face of God (2005 Episodio de televisión) como Dr. Shelby Sloane
- Category 7: The End of the World (2005) (mini serie de televisión) como Chief of Staff Alan Horst
- Smallville
  - Lexmas (2005 Episodio de televisión) como Santa Borracho
- La reina de las nieves (2005) (TV) como Rey
- Above and Beyond (2005) (miniserie de televisión, en posproducción) como Lord Beaverbrook
- Kit Kittredge: An American Girl (2008) como Tío Hendrick
- Survival of the Dead (2009)
- Human Target (2010) como Belvilacqua
- Haven (2011) (episodio "The Tides That Bind") como Cole Glendower
- The Story of Luke (2012) como Jonas
- The Art of the Steal (2013) como 'Tío' Paddy McCarthy
- The Best Laid Plans (2014) como Angus McClintock
- The Expanse (2016) como Frank Degraff
- The Ballad of Immortal Joe (2016) - Narrador